# 貝爾尼亞山脈
貝爾尼亞山脈（西班牙語：Sierra de Bernia），是西班牙的山脈，位於巴倫西亞自治區的阿利坎特省，屬於普雷貝蒂科山脈的一部分，長11公里，最高點海拔高度1,128米。